# Зомбки
Зо̀мбки (на полски: Ząbki) е град в Полша, Мазовско войводство, Воломински окръг. Обособен е в самостоятелна градска община с площ 10,98
км2. Част е от Варшавската агломерация.

## География
Градът се намира в историческата област Мазовия. Разположен е на 10 километра североизточно от центъра на Варшава, на 4 километра южно от град Марки и на 4 километра североизточно от град Жельонка.

## История
До 1580 година селището носи името Воля Зомбковска. Получава градски права през 1967 година. В периода 1975 – 1998 година е част от Варшавското войводство.

## Население
Населението на града възлиза на 28 644 души (2010). Гъстотата е 2 608,74 души/км2.

## Личности

### Родени в града
- Йолянта Хибнер – политик